# Ferdinand Boberg
Ferdinand Boberg (11 de abril de 1860, em Falun, na Suécia - 7 de maio de 1946, em Estocolmo) foi um arquiteto da Suécia.

Foi um dos mais produtivos e criativos arquitetos de Estocolmo durante o início do século XX, tendo a sua obra sido bastante influenciada pelo estilo jugendstil.

Um dos seus mais famosos trabalhos é Rosenbad, atualmente chancelaria do governo sueco.

## Obra[1]
- Rosenbad (1902)
- Centralposthuset (Estocolmo, 1903)
- Waldemarsudde (1904)
- Galeria Thielska (Thielska galleriet) (1905)
- Posthuset (Malmö, 1906)
- Baltiska utställningen (1914)
- Nordiska Kompaniet (1915)

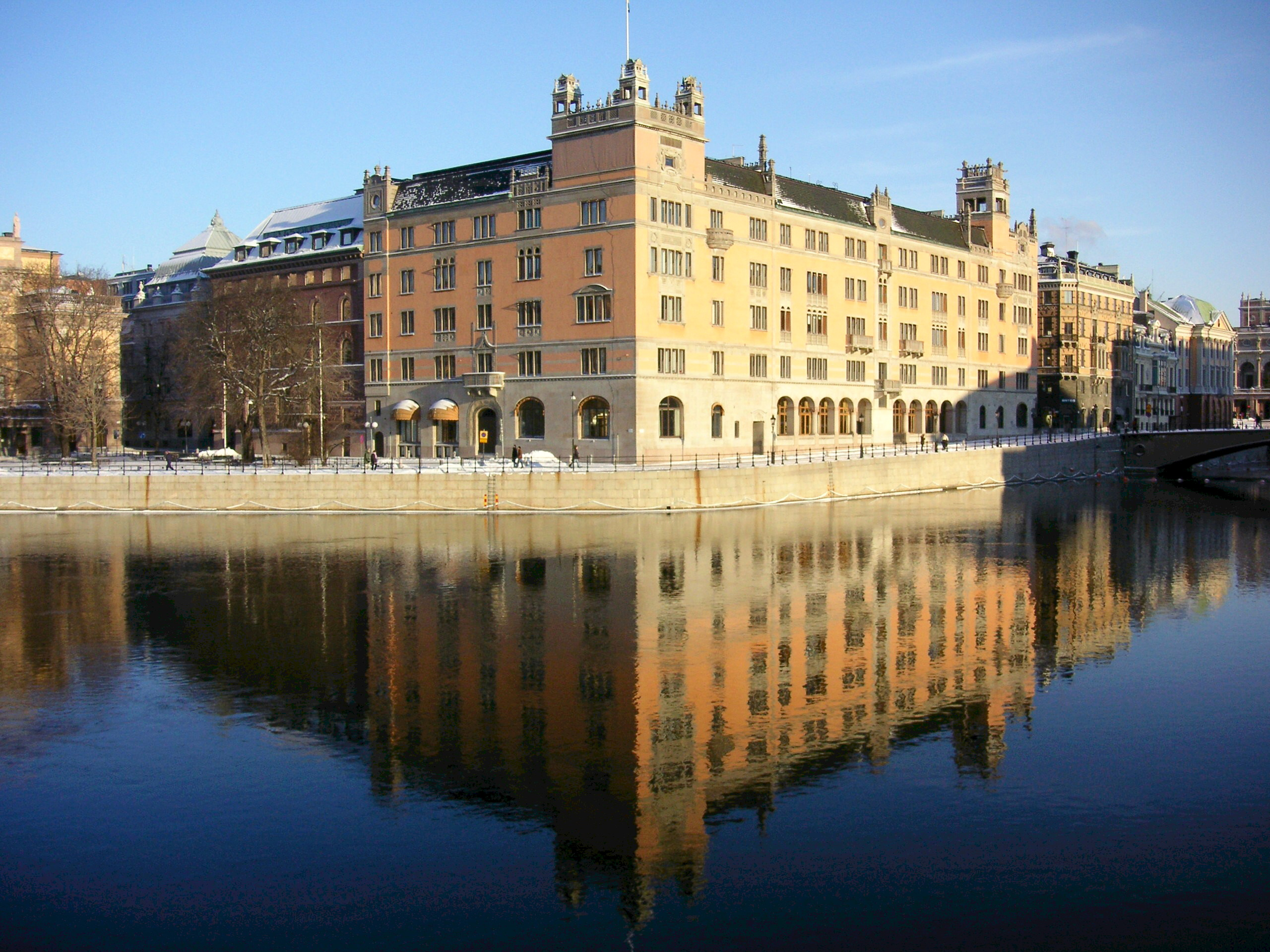
Rosenbad Estocolmo
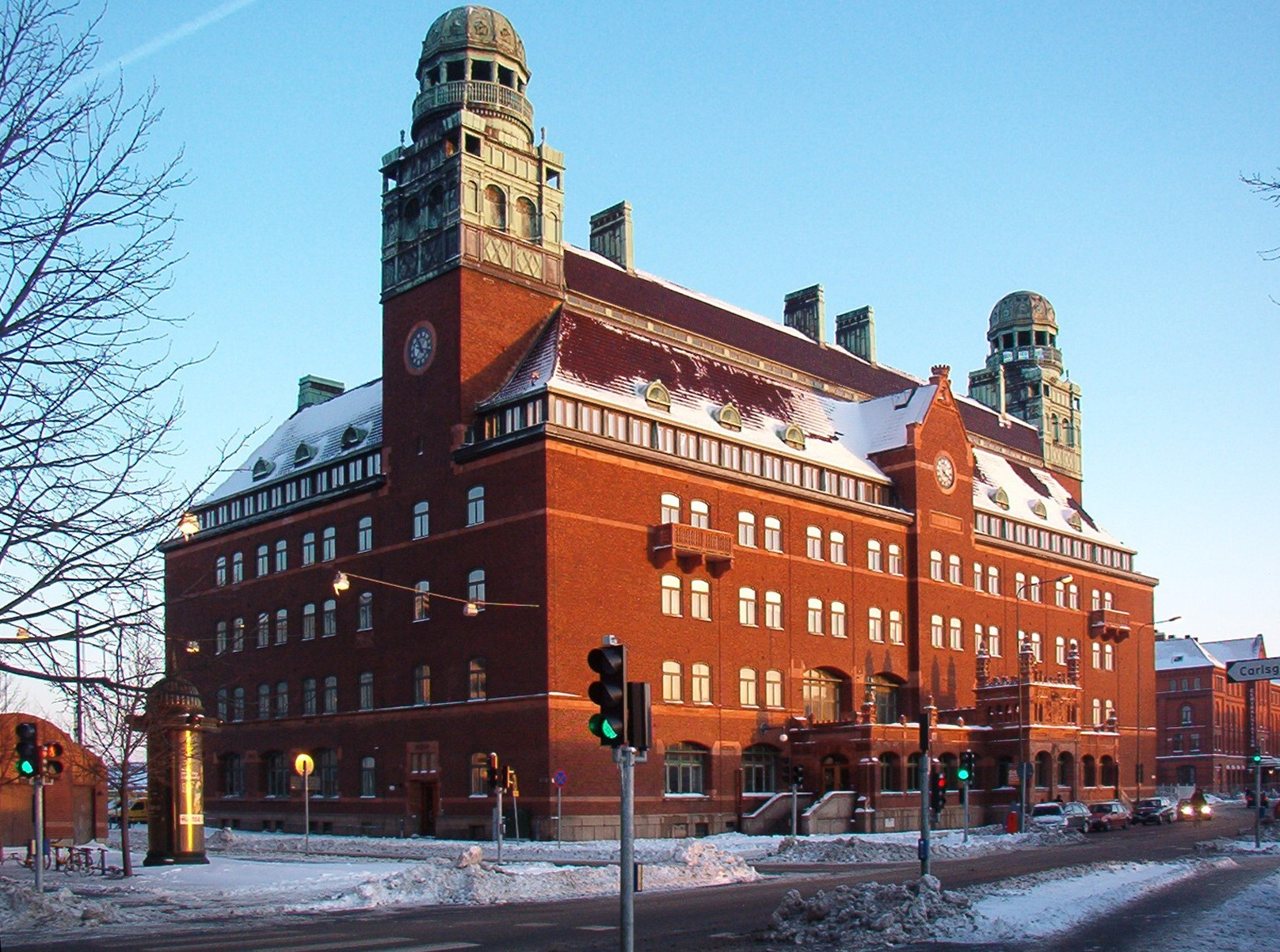
Posthuset Malmö
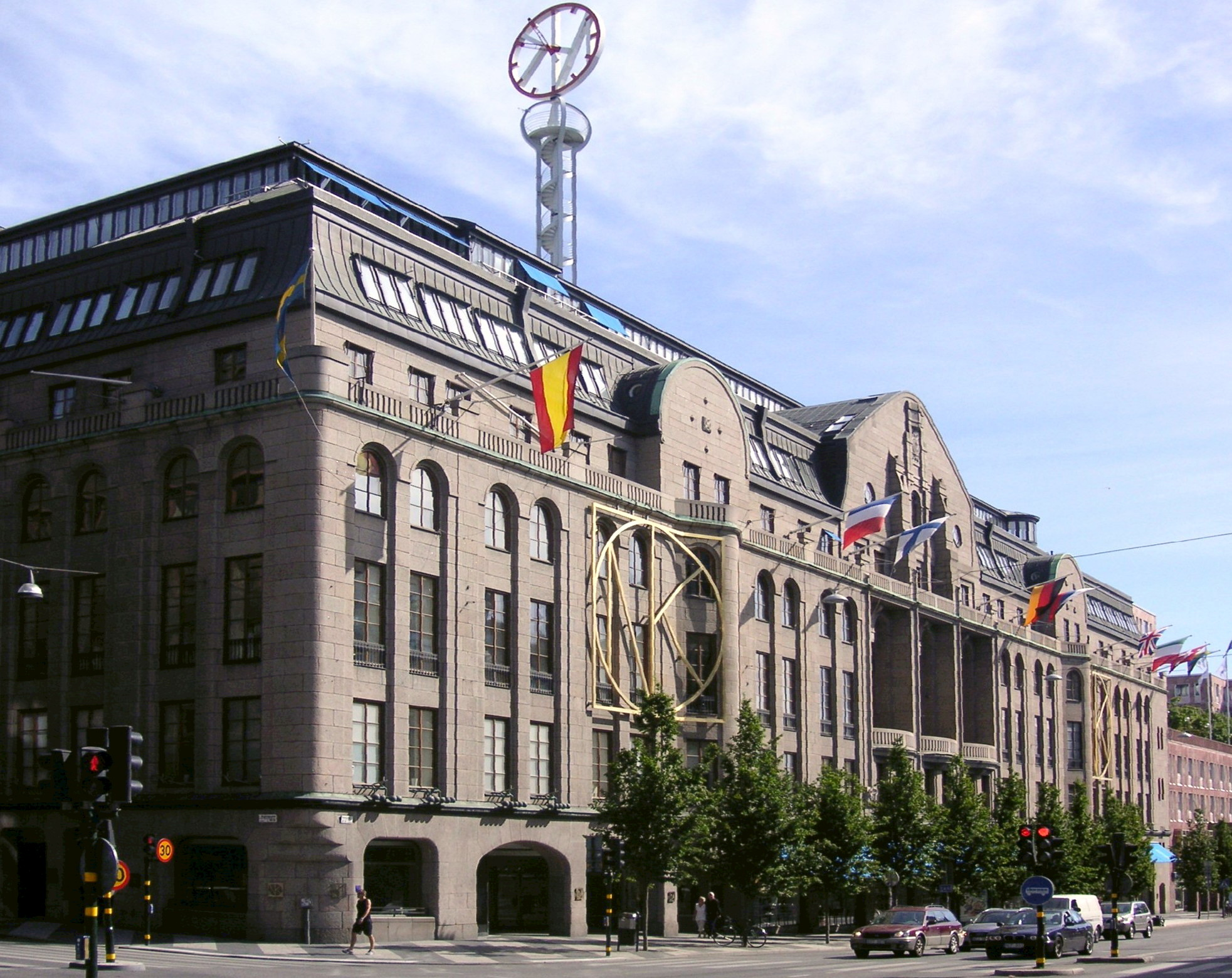
NK-huset Estocolmo
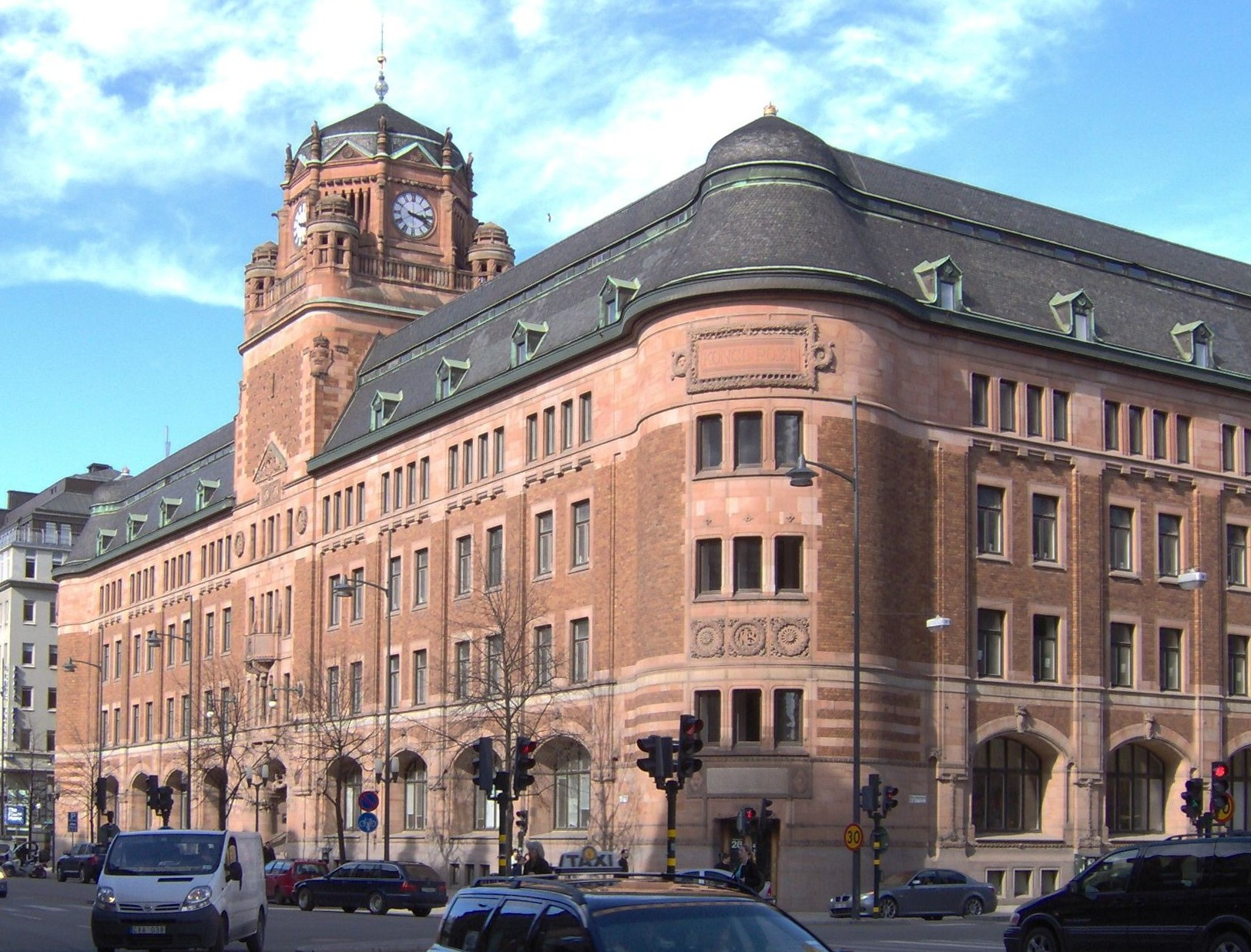
Centralposthuset Estocolmo
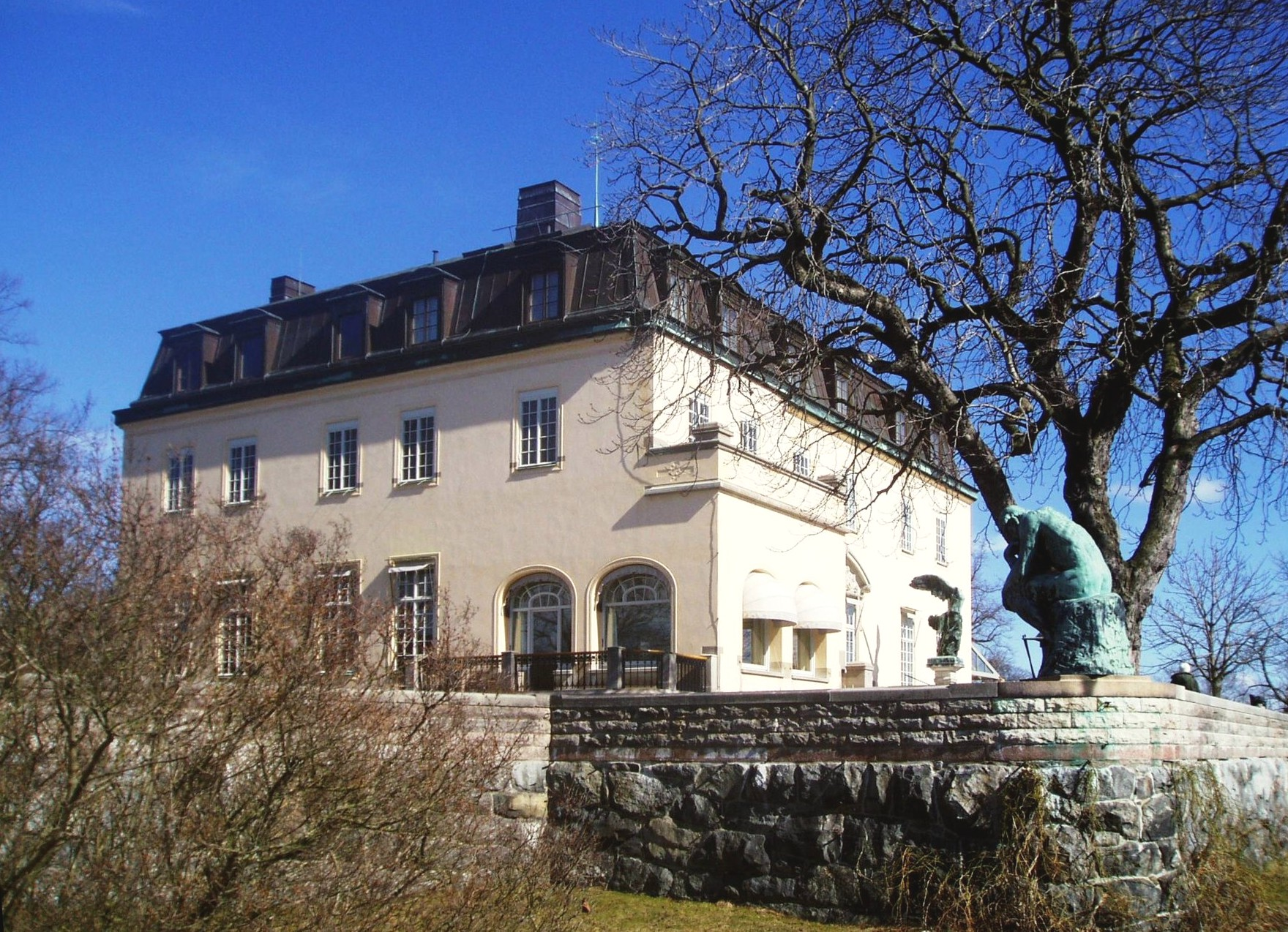
Waldemarsudde em Djurgården
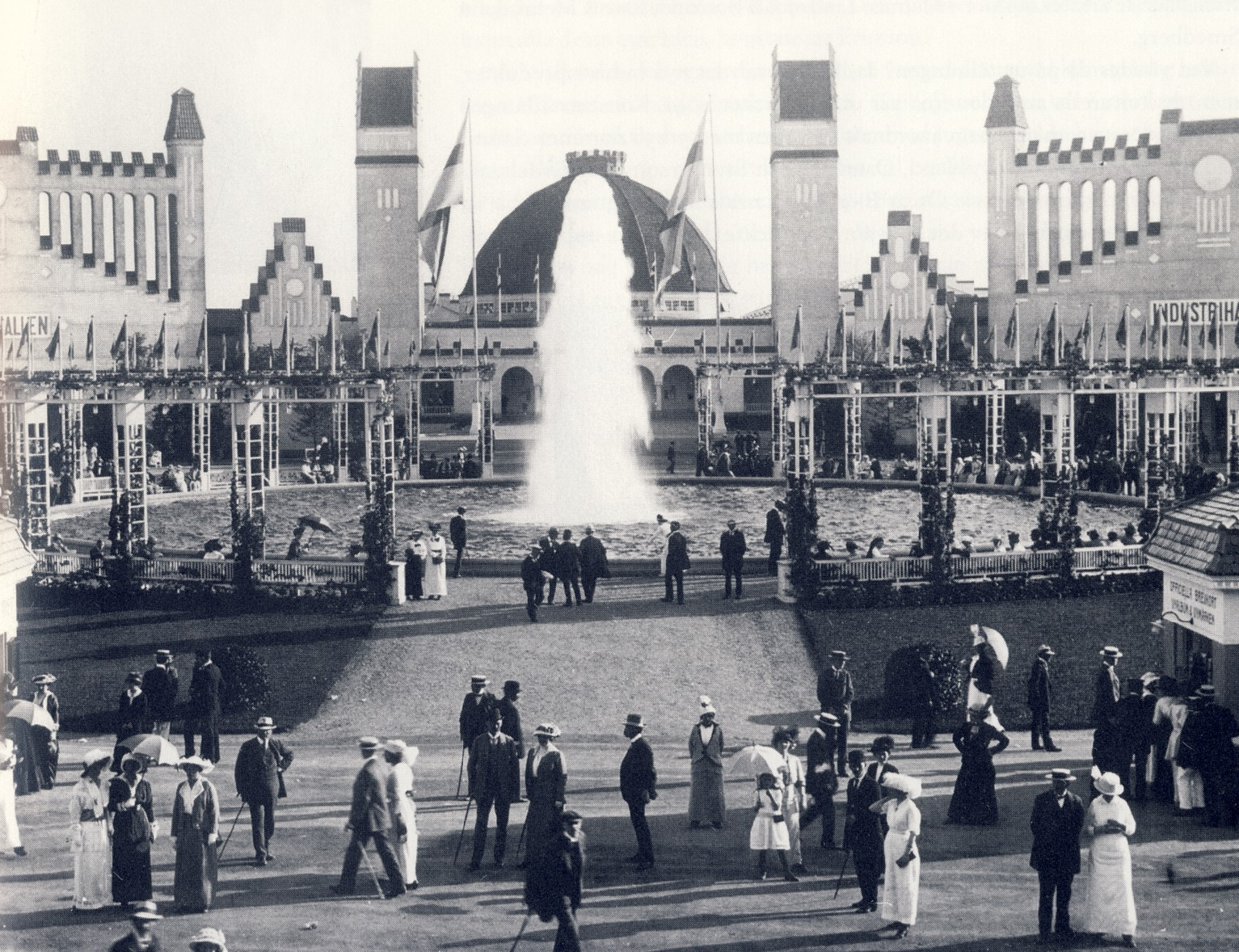
Baltiska utställning (Exposição Báltica, 1914)